# 嫌な女
『嫌な女』（いやなおんな）は、桂望実による日本の小説である。『小説宝石』にて「ずっとずっと向日葵」のタイトルで連載され、2010年12月16日に光文社より単行本として発刊された。
2016年には黒木瞳主演でNHK BSプレミアム「プレミアムドラマ」枠にてテレビドラマ化、また黒木の初監督作品として松竹配給により映画化された。

## あらすじ
女弁護士・石田徹子が憎めない女詐欺師・小谷夏子に翻弄され、彼女に振りかかった問題を次々に解決する物語である。

## 登場人物
石田 徹子（いしだ てつこ）
女弁護士。
小谷 夏子（こたに なつこ）
徹子の同い年の再従姉妹。

## テレビドラマ
NHK BSプレミアム「プレミアムドラマ」枠にて、2016年3月6日から4月10日まで放送された。全6回。映画で監督を務める黒木瞳が本作では主演を務めた。

### キャスト（テレビドラマ）

#### 主要人物
- 石田徹子 - 黒木瞳（幼少期：梅垣日向子）
- 小谷夏子 - 鈴木保奈美（幼少期：豊嶋花）
- 坂口博之 - 勝村政信
- 磯崎賢 - 塚本高史
- 藤田みゆき - 秋元才加
- 岩井卓 ‐ 今井朋彦
- 石田琴 - 松原智恵子
- 荻原道哉 - 古谷一行

#### ゲスト
複数回登場の場合は括弧（）内に表記。
第1回
- 西岡章男 - 山中崇
- 西岡章光 - 北見敏之
- 西岡克枝 - 浅茅陽子
- 京子 - 根岸季衣

第2回
- 熊田嘉昭 - 梶原善
- 岩井卓 - 今井朋彦

第3回
- 橋本敬介 - 岡田義徳
- 橋本敬一郎 - 原田大二郎
- 近藤高昭 - 片岡鶴太郎

第4回
- 太田俊輔 - 大東駿介
- 嶋咲恵 - 朝加真由美
- 嶋正義 - でんでん
- 真里菜 - 梶原ひかり

第5回
- 栗山純子 - 石野眞子（最終回）
- 大久保隆治 - 平泉成

最終回
- 櫻木医師 - 山路和弘
- 幸一 - 福山翔大

### スタッフ（テレビドラマ）
- 原作 - 桂望実 『嫌な女』
- 脚本 - 吉田智子
- 音楽 - 梅津和時
- 制作統括 - 中村高志
- 演出 - 田中健二、村橋直樹

### 放送日程
| 各話   | 放送日  | サブタイトル     | ラテ欄                                        | 演出     |
| ------ | ------- | ---------------- | --------------------------------------------- | -------- |
| 第1回  | 3月06日 | 厄介な依頼人     | 厄介な依頼人、正体は女詐欺師!                 | 田中健二 |
| 第2回  | 3月13日 | 結婚詐欺師の恋   | 結婚詐欺師の恋の狙いは保険金か? 真実の愛情か? | 田中健二 |
| 第3回  | 3月20日 | 遺産争奪戦!      | 遺産争奪戦!                                   | 田中健二 |
| 第4回  | 3月27日 | 罠に落ちた詐欺師 | 罠に落ちた詐欺師                              | 村橋直樹 |
| 第5回  | 4月03日 | 嘘と打算の婚活   | 嘘と打算の熟年婚活 秘密の目的                 | 村橋直樹 |
| 最終回 | 4月10日 | 夏子の遺言       | 夏子の謎を解く真相今明らかに!                 | 田中健二 |

### 関連商品

#### CD
- 梅津和時 BSプレミアムドラマ「嫌な女」オリジナル・サウンドトラック（2016年3月23日発売、アイデアルミュージック、NGCS-1066）

#### DVD
- 嫌な女 DVD-BOX 全3枚セット（2016年6月24日発売、NHKエンタープライズ、21637AA）

| NHK BSプレミアム プレミアムドラマ    | NHK BSプレミアム プレミアムドラマ | NHK BSプレミアム プレミアムドラマ    |
| 前番組                               | 番組名                            | 次番組                               |
| ------------------------------------ | --------------------------------- | ------------------------------------ |
| 鴨川食堂 （2016年1月10日 - 2月28日） | 嫌な女 （2016年3月6日 - 4月10日） | 奇跡の人 （2016年4月24日 - 6月12日） |

## 映画
2016年6月25日に松竹配給により公開。
黒木瞳の初監督作品および吉田羊の映画初主演作。吉田と木村佳乃のW主演。
黒木が光文社と原作者の桂に呼びかけ、映画化が決定した。当初は黒木が出演する予定であったが、監督の選考に難航し自身が監督を務めることになった。興行面では失敗し、批評家からは軒並み低評価だった。

### キャスト（映画）
- 石田徹子（敏腕弁護士） - 吉田羊
- 小谷夏子（女詐欺師） - 木村佳乃
- 磯崎賢（後輩弁護士） - 中村蒼[8][9]
- 太田俊輔（夏子の詐欺事件関係者） - 古川雄大[8][9]
- 神谷真里菜（俊輔の婚約者） - 佐々木希[8][9]
- 橋本敬介（敬一郎の息子） - 袴田吉彦[8]
- 敬介の妻 - 田中麗奈[8]
- 近藤高明（敬一郎の隣床の入院患者） - 織本順吉[8]
- 橋本敬一郎（夏子の内縁の夫） - 寺田農[8]
- 萩原道哉（法律事務所 所長） - ラサール石井[8][9]
- 大宅みゆき（法律事務所 事務） - 永島暎子[8][9]
- みゆきの夫 - 国広富之[10]
- 吉崎典子 - 高田敏江[10]
- 坂口博之（徹子の元夫） - テット・ワダ[10]
- 嶋正義 - 金子昇[10]
- 西岡章男 - 近藤公園[10]
- 吉村晶子 - 岡本麗[10]
- 熊田喜昭 - 宅間孝行[10]
- 石田君恵 - 愛原実花[10]

### スタッフ（映画）
- 監督 - 黒木瞳
- 原作 - 桂望実 『嫌な女』
- 脚本 - 西田征史
- 音楽 - 周防義和/Jirafa
- 主題歌 - 竹内まりや「いのちの歌」（ワーナーミュージック・ジャパン）[4]
- 挿入歌 - インナ「イン・ユア・アイズ」（ワーナーミュージック・ジャパン）
- 製作総指揮 - 大角正
- 製作 - 武田功、木下直哉、三宅容介、丹下伸彦
- エグゼクティブプロデューサー - 関根真吾
- プロデューサー - 福島大輔、寺西史、市山竜次
- 企画・プロデューサー - 一色真瑠
- 撮影 - 渡部眞（JSC）
- 編集 - 柳澤和子、大畑英亮
- 制作プロダクション - オフィスクレッシェンド
- 制作協力 - 東映東京撮影所
- 製作幹事 / 配給 - 松竹
- 製作 - 映画「嫌な女」製作委員会（松竹、木下グループ、ポニーキャニオン、ソニー・ピクチャーズ エンタテインメント、光文社）